# Lehtosaari (ö i Norra Savolax, Inre Savolax, lat 62,85, long 26,68)
Lehtosaari är en ö i Finland. Den ligger i sjön Niinivesi och i kommunen Tervo i den ekonomiska regionen  Inre Savolax ekonomiska region  och landskapet Norra Savolax, i den centrala delen av landet, 300 km norr om huvudstaden Helsingfors. Öns area är 6,9 hektar och dess största längd är 400 meter i sydöst-nordvästlig riktning.